# Мари Лорансен
Мари Лорансен (на френски: Marie Laurencin) е френска художничка.

## Биография
Родена е на 31 октомври 1883 година в Париж. През първите години на 20 век се включва активно в артистичния живот като е близка както до Пабло Пикасо, така и до кубистите, в чиито изложби участва. За известно време има любовна връзка с поета Гийом Аполинер. По време на Първата световна война живее в Испания, а френското ѝ гражданство е отнето, тъй като е женена за германец. Връща се в Париж през 1920 година и до края на живота си се ползва с голям успех със своите акварели, графики и гравюри.
Мари Лорансен умира на 8 юни 1956 година в Париж.

## Памет
Името на Лорансен се споменава в хита на Жо Дасен „Циганско лято“ (на френски: L'été indien): „В дългата си пола напомняше за акварел на Мари Лорансен“.
През 1985 г. в Токио е открит музей на художничката.